# Єленево (гміна)
Гміна Єленево (пол. Gmina Jeleniewo) — сільська гміна у східній Польщі. Належить до Сувальського повіту Підляського воєводства.
Станом на 31 грудня 2011 у гміні проживало 3176 осіб.

## Територія
Згідно з даними за 2007 рік площа гміни становила 131.84 км², у тому числі:
- орні землі: 77.00%
- ліси: 10.00%

Таким чином, площа гміни становить 10.08% площі повіту.

## Населення
Станом на 31 грудня 2011:
| Опис     | Загалом | Загалом | Чоловіки | Чоловіки | Жінки | Жінки |
| -------- | ------- | ------- | -------- | -------- | ----- | ----- |
| одиниця  | осіб    | %       | осіб     | %        | осіб  | %     |
| все      | 3176    | 100     | 1647     | 51.86    | 1529  | 48.14 |
| міське   | 0       | 100     | 0        |          | 0     |       |
| сільське | 3176    | 100     | 1647     | 51.86    | 1529  | 48.14 |

## Сусідні гміни
Гміна Єленево межує з такими гмінами: Віжайни, Пшеросль, Рутка-Тартак, Сувалки, Шиплішкі.